# Ditrichum hallei
Ditrichum hallei är en bladmossart som beskrevs av Jules Cardot och Brotherus 1923. Ditrichum hallei ingår i släktet grusmossor, och familjen Ditrichaceae. Inga underarter finns listade i Catalogue of Life.